# Liste der Baudenkmäler in Asbach-Bäumenheim
Auf dieser Seite sind die Baudenkmäler in der schwäbischen Gemeinde Asbach-Bäumenheim zusammengestellt. Diese Tabelle ist eine Teilliste der Liste der Baudenkmäler in Bayern. Grundlage ist die Bayerische Denkmalliste, die auf Basis des Bayerischen Denkmalschutzgesetzes vom 1. Oktober 1973 erstmals erstellt wurde und seither durch das Bayerische Landesamt für Denkmalpflege geführt wird. Die folgenden Angaben ersetzen nicht die rechtsverbindliche Auskunft der Denkmalschutzbehörde.
 Diese Liste gibt den Fortschreibungsstand vom 26. September 2014 wieder und enthält 3 Baudenkmäler.

## Baudenkmäler nach Ortsteilen

### Asbach
| Lage                      | Objekt                                   | Beschreibung | Akten-Nr.             | Bild           |
| ------------------------- | ---------------------------------------- | --- | --------------------- | -------------- |
| Römerstraße 30 (Standort) | Katholische Pfarrkirche Maria Immaculata | Flachgedeckter Zentralbau mit Vorhalle auf schneckenförmigem Grundriss mit vertikalen Fensterschlitzen und horizontalen Fensterbändern sowie mit im Süden abgerücktem Turm, Werner Schneider, 1975 f.; mit teils historischer Ausstattung | D-7-79-115-1 Wikidata | weitere Bilder |

### Bäumenheim
| Lage                    | Objekt                                          | Beschreibung | Akten-Nr.             | Bild                                            |
| ----------------------- | ----------------------------------------------- | --- | --------------------- | ----------------------------------------------- |
| Im Weiler 12 (Standort) | Katholische Filialkirche St. Antonius von Padua | Frühbarocker Saalbau mit eingezogenem, dreiseitig geschlossenem Chor, Vorzeichen im Westen Dachreiter über dem Giebel und reicher Gliederung durch Gesimse, Pilaster, Lisenen und Blendbögen, jetziger Chor wohl von ehemaliger Kapelle, spätgotisch, 15. Jahrhundert, 1687 Neubau des Langhauses; mit Ausstattung | D-7-79-115-2 Wikidata | Katholische Filialkirche St. Antonius von Padua |

### Hamlar
| Lage                        | Objekt  | Beschreibung                                                                        | Akten-Nr.             | Bild           |
| --------------------------- | ------- | ----------------------------------------------------------------------------------- | --------------------- | -------------- |
| Albanusstraße 14 (Standort) | Kapelle | Rechteckiges Gehäuse mit Satteldach, zweite Hälfte 19. Jahrhundert; mit Ausstattung | D-7-79-115-3 Wikidata | weitere Bilder |